# Kebon Sembilan
Kebon Sembilan is een bestuurslaag in het regentschap Muaro Jambi van de provincie Jambi, Indonesië. Kebon Sembilan telt 5530 inwoners (volkstelling 2010).